# Средства массовой информации Великобритании

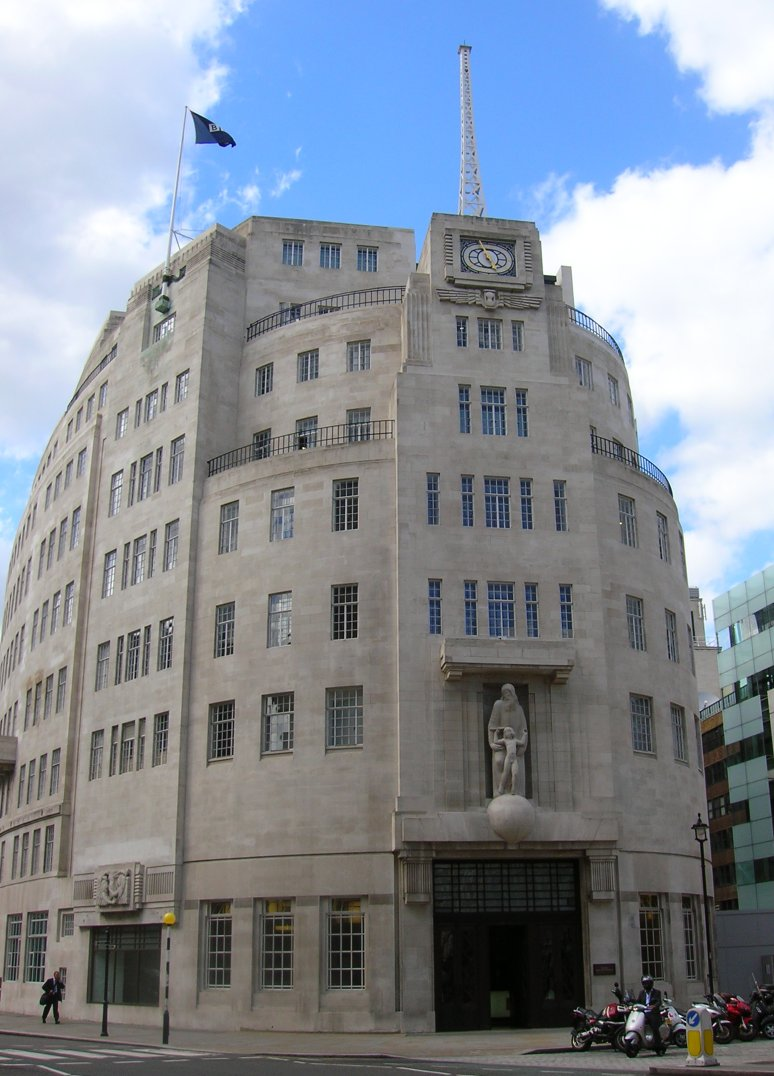
Дом Телерадиовещания (Broadcasting House) в Лондоне, штаб-квартира BBC

Средства массовой информации Великобритании — средства массовой информации (СМИ), представленные в Великобритании.

## Общая характеристика
Столица, Лондон, доминирует в секторе СМИ Великобритании: общегосударственные газеты, телеканалы и радио в основном базируются именно там, хотя Манчестер также является важным медиацентром. Эдинбург, Глазго и Кардифф являются важными центрами для газет и вещательных каналов Шотландии и Уэльса.
С 1970-х годов продажи газет сильно сократились, и в 2009 году 42 % населения читало ежедневные газеты.
В 2009 году оценивалось, что каждый житель Великобритании проводил 3,75 часа в день у телевизора и 2,81 часа слушал радио.
В 2010 году 82,5 % населения Великобритании являлись пользователями Интернета, самый большой относительный показатель среди 20 стран с наибольшим абсолютным показателем.

## Пресса
Газеты Times, Guardian, Independent, Daily Telegraph, Observer, Financial Times выпускаются огромным тиражом по всему миру и имеют статус всемирно известных и наиболее авторитетных, в своих областях, периодических печатных изданий.
Известные таблоиды: Sun, Daily Mail,  Daily Mirror, Daily Express.
В издательском секторе, включающем книги, справочники, базы данных, журналы, газеты и новостные агентства, работают около 167 000 человек, он имеет общий оборот около 20 млрд фунтов.
Крупный международный медиахолдинг News Corporation через британскую компанию News International владел несколькими газетами, среди которых самый популярный таблоид Sun и самая старая ежедневная газета The Times, а также владеет большой долей в крупнейшей британской спутниковой вещательной корпорации BSkyB.
В июле 2011 года News International оказался в центре крупного скандала, связанного с незаконным прослушиванием журналистами изданий компании телефонов политиков, «звёзд» и простых граждан. Это привело к закрытию имеющего 168-летнюю историю британского таблоида News of the World, принадлежащего компании.

### Журналистика
Можно выделить два магистральных течения в журналистике: «островное» (Великобритания и США) и «европейско-континентальное». В «островной» особенно выделяют Великобританию, в силу её уникального положения среди других европейских стран: географически она отделена от континента, в обществе исторически раньше, чем в других странах, проявились тенденции к демократизации, и при этом — к возрастанию роли отдельной личности, к универсализации деятельности отдельного человека и т. д.
Традиционно эту тенденцию также называют «персональным журнализмом».
Первоначально и на континенте, и в Англии журналистика развивалась в традициях персонального журнализма, когда были наиболее востребованы качества писателя, публициста: основоположниками английской журналистики считаются Джонатан Свифт, Даниэль Дефо, Ричард Стил. Но развитие средств массовой информации, разные политические условия привели к возникновению существенных различий.
Исторически развитие СМИ в Великобритании связано, в первую очередь, с мощной тенденцией к авторскому началу и вниманием к личности публициста. Жанр в «островной» журналистике — это группа художественных произведений, объединенных общим стилем, формой, авторским самовыражением или содержанием, то есть само понимание жанра отличается от принятого в российской теории литературы и журналистики.
В США и в Великобритании главным стала оперативность, умение «добыть факты».
Изучение роли британских СМИ в освещении вопросов, связанных с обороной и разведкой, показало, что пресса Англии в значительной степени функционирует как платформа для выражения взглядов британского военного и разведывательного истеблишмента.
- Национальный союз журналистов Великобритании

## Радиовещание
Общественное радиовещание представлено вещателем BBC — 2 телеканала и 4 радиостанции: BBC Radio 1, BBC Radio 2, BBC Radio 3, BBC Radio 4.

## Телевидение
Телевизионное вещание в Великобритании начало свою работу в 1936 году. Теперь оно насчитывает более 480 каналов, среди которых есть как бесплатные, так и те, которые существуют за счет абонентской платы.
Телерадиовещание в Великобритании делится на общественное и коммерческое.
Абонентская плата взимается со всех домохозяйств, которые смотрят или записывают передачи, которые выходили в эфир; величина сбора регулируется соглашениями между правительством и Би-би-си.
Общественное телевидение — вещатель BBC:
- 1-й канал (BBC One)
- 2-й канал (BBC Two)

Коммерческое телерадиовещание представлено вещателями: 
- ITV вещает на 3-м канале, на основе краткосрочных лицензий, выдаваемых Управлением коммуникаций;
- Channel 4 вещает на 4-м канале (как и BBC, являющимся национальным достоянием, но полностью финансируемым за счёт рекламы);
- Channel 5 вещает на 5-м канале, на основе постоянных лицензий.

BSkyB — крупнейшая британская спутниковая вещательная корпорация.
В 2009 году общедоступные телеканалы BBC занимали 28,4 % просмотров телевидения;
три независимых канала имели общую долю 29,5 %,
а оставшиеся 42,1 % заняли спутниковые и цифровые каналы.
С 24 октября 2012 года британское вещание полностью перешло на цифровой формат. Цифровой контент доставляется до потребителей через земное, кабельное и IP-соединение.

## Сетевые СМИ
см. Интернет в Великобритании